# 耶稣圣心教堂 (吕贝克)

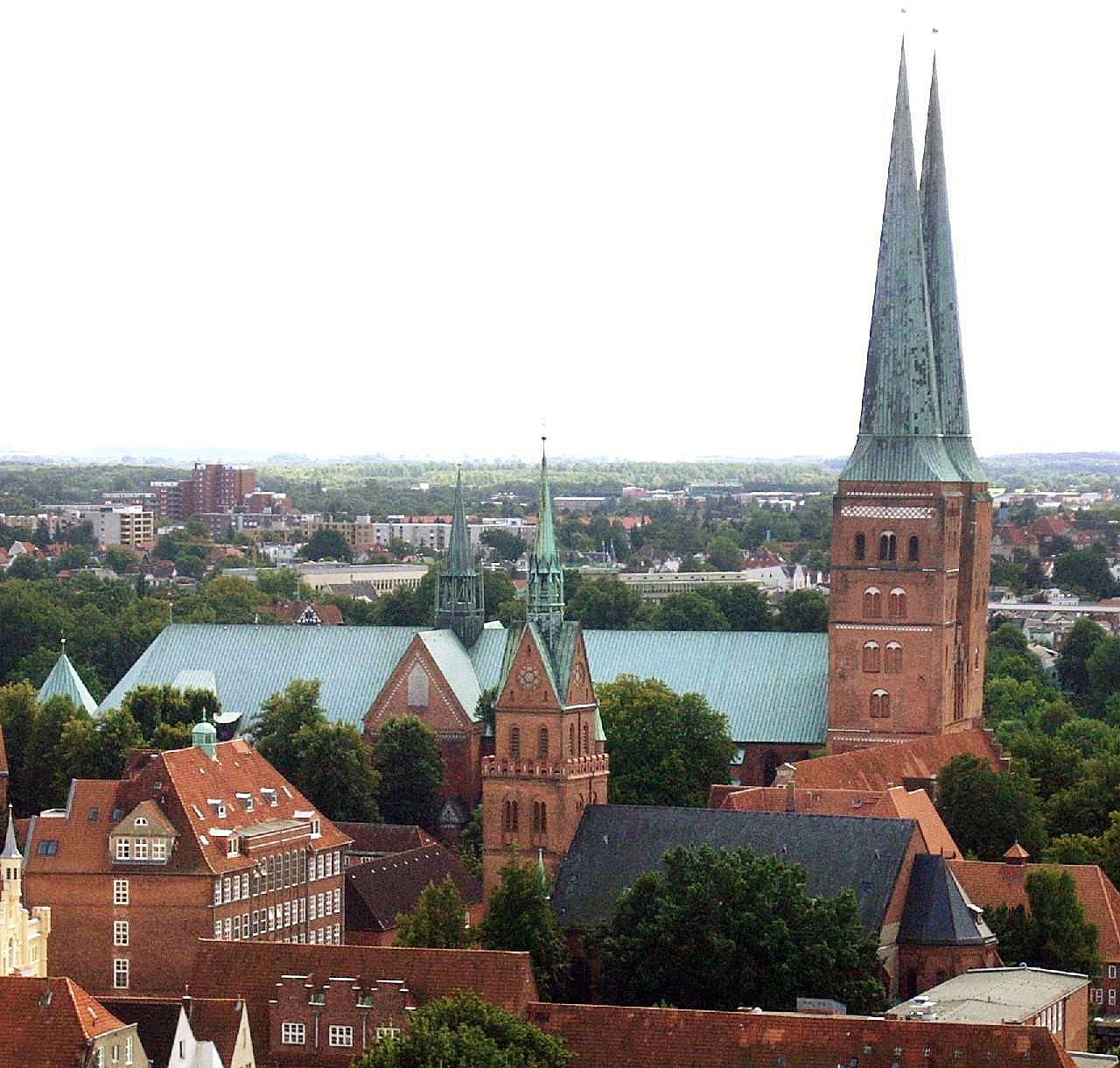
从圣彼得教堂钟楼看耶稣圣心教堂，在吕贝克主教座堂前方

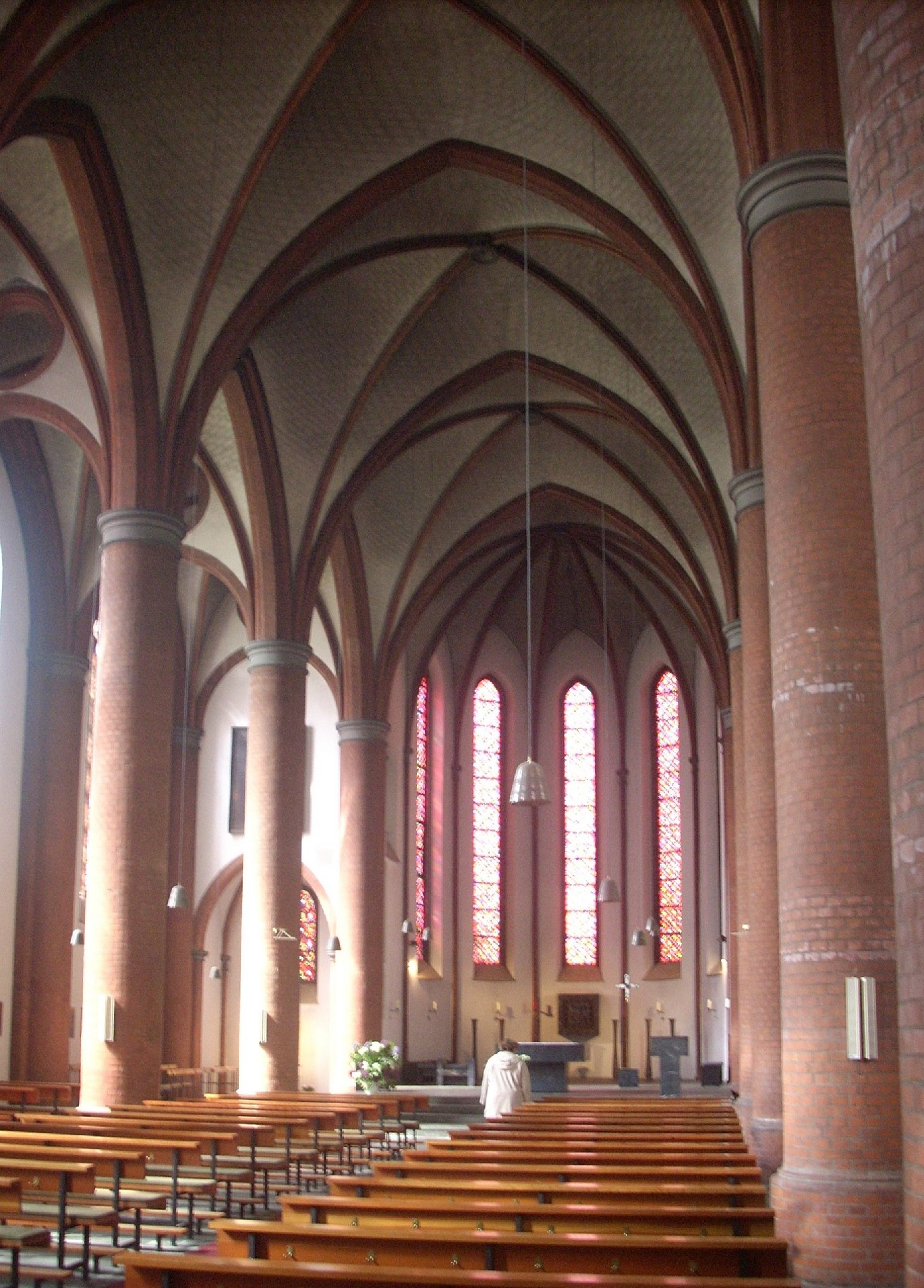
内部

耶稣圣心教堂（Propsteikirche Herz Jesu）是德国北部城市吕贝克的一座罗马天主教教堂，兴建于1888年至1891年，由帕德博恩教区建筑师Arnold Güldenpfennig设计，1891年5月10日祝圣，供奉耶稣圣心。
吕贝克天主教会已经有350年历史，18世纪中叶租房礼拜，并设立了小型学校和神职人员住所。后来他们购买了吕贝克主教座堂附近的地点，1888年8月3日奠基，三年后建成砖砌新哥特式教堂。
在1910年圣若瑟堂建成以前，耶稣圣心教堂是吕贝克地区唯一的天主教堂。
在耶稣圣心教堂的地下室，是1955年的纪念碑，纪念1943年被一起处死的吕贝克烈士，包括三位天主教神父：赫尔曼·兰格（Hermann Lange），爱德华·穆勒（Eduard Müller）和约翰尼斯·普拉谢克（Johannes Prassek），和一位新教牧师卡尔·弗里德里希·施泰尔布林克（Karl Friedrich Stellbrink）。